# Potreb
Potreb (en serbe cyrillique : Потреб) est un village de Serbie situé dans la municipalité de Tutin, district de Raška. Au recensement de 2011, il comptait 272 habitants.

## Démographie
| 1948 | 1953 | 1961 | 1971 | 1981 | 1991 | 2002 | 2011 |
| ---- | ---- | ---- | ---- | ---- | ---- | ---- | ---- |
| 353  | 380  | 404  | 335  | 377  | 311  | 267  | 272  |

|  |